# Falcaustra hylae
Espèce
Synonymes
- Spironoura hylae Johnston & Simpson, 1942 (protonyme ; préoccupé par Spironoura hylae Reiber, Byrd & Parker, 1940)

Falcaustra hylae est une espèce de nématodes de la famille des Kathlaniidae.

## Hôtes
Cette espèce parasite la rainette Dryopsophus aureus.